# 索韋拉尼亞國家公園

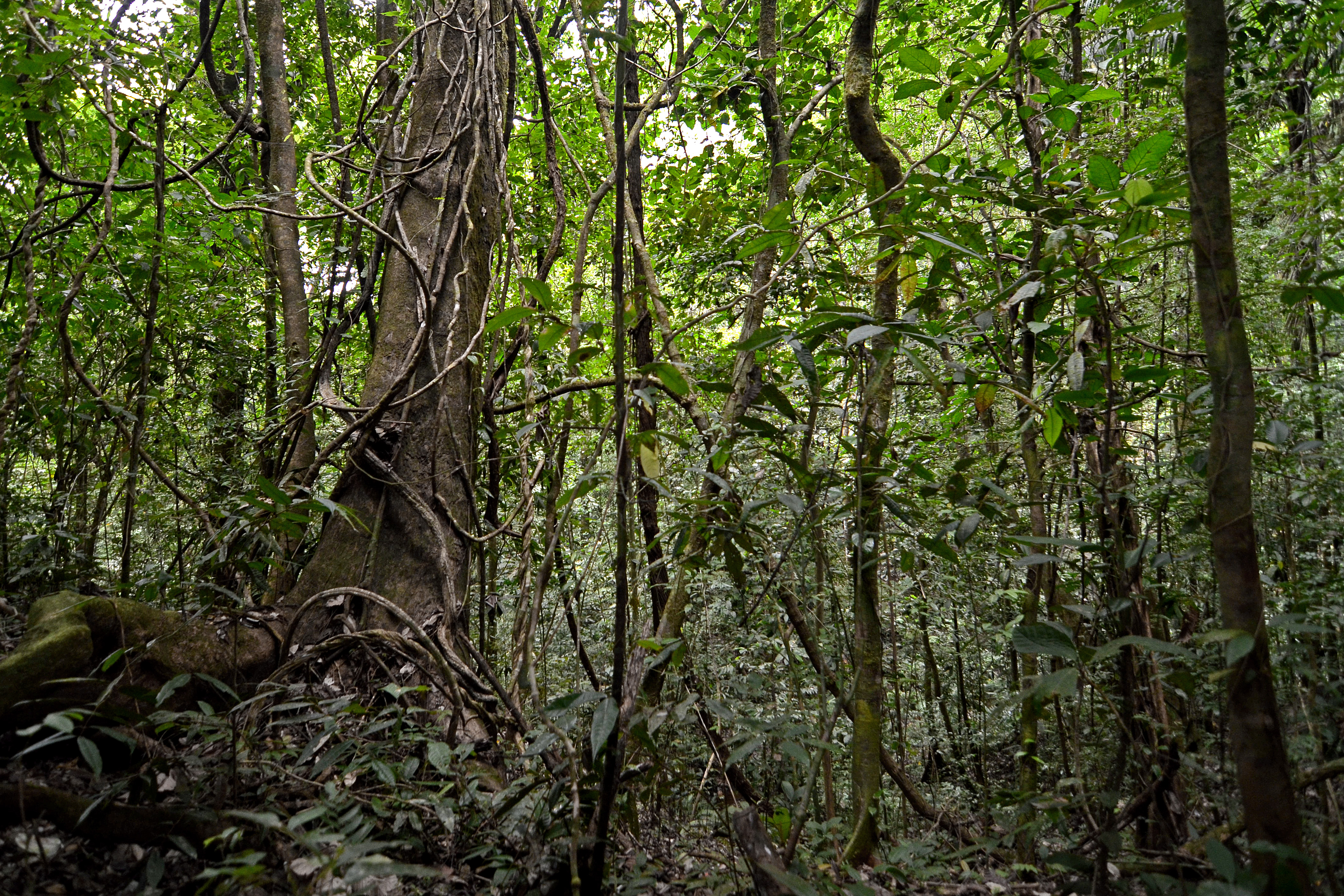

9°04′27″N 79°39′35″W / 9.0742977°N 79.6598053°W
索韋拉尼亞國家公園（西班牙語：Parque nacional Soberanía），是巴拿馬的國家公園，位於該國中部巴拿馬省和科隆省，距離首都巴拿馬城約25公里，成立於1980年，面積223平方公里。